# Ulises Borges
Ulises Borges ist ein ehemaliger uruguayischer Fußballspieler.

## Spielerkarriere

### Verein
Offensivakteur Borges spielte auf Vereinsebene mindestens im Jahr 1937 für die Rampla Juniors in der Primera División.

### Nationalmannschaft
Borges war Mitglied der A-Nationalmannschaft Uruguays, für die er am 2. Januar 1937 und am 23. Januar 1937 zwei Länderspiele gegen Paraguay und Argentinien absolvierte. Ein Länderspieltor erzielte er dabei nicht. Er gehörte dem Aufgebot Uruguays bei der Südamerikameisterschaft 1937 an.